# Schnersheim
Schnersheim – miejscowość i gmina we Francji, w regionie Grand Est, w departamencie Dolny Ren.
Według danych na rok 1990 gminę zamieszkiwało 851 osób, a gęstość zaludnienia wynosiła 79 osób/km² (wśród 903 gmin Alzacji Schnersheim plasuje się na 310. miejscu pod względem liczby ludności, natomiast pod względem powierzchni na miejscu 227.).